# Allocosa dufouri
Allocosa dufouri là một loài nhện trong họ Lycosidae. Chúng được Eugène Simon miêu tả năm 1876.